# Cmentarz św. Barbary w Witebsku
Cmentarz św. Barbary w Witebsku – katolicki cmentarz, zlokalizowany w Witebsku przy ul. Leningradzkiej, przy kościele św. Barbary. 
Kościół św. Barbary ufundował marszałek powiatu horodeckiego Antoni Kossow w 1785 (przebudowano go w drugiej połowie XIX wieku w stylu neoromańskim). Wokół niego powstał i rozrastał się cmentarz stanowiący całość z sąsiadującym cmentarzem prawosławnym św. Mikołaja. Funkcje pogrzebowe pełniła wcześniej kaplica Podwyższenia Krzyża Świętego (koniec XVIII wieku). Ufundował ją chorąży witebski Piotr Łużko. W końcu lat 30. XX wieku kościół został zamknięty przez komunistów, co zainicjowało proces plądrowania i dewastacji nekropolii, która stała się m.in. schronieniem dla przestępców (w kaplicy popełniono nawet morderstwo). Po zakończeniu II wojny światowej wycięto stare drzewa, a nagrobki splantowano buldożerami. Wywieziono metrową warstwę ziemi, teren wyrównano żwirem i wylano asfalt - powstała tu baza samochodowa. 
W 1987 w zrujnowanym kościele postanowiono urządzić salę koncertową. Pracownicy przedsiębiorstwa konserwatorskiego Biełrestauracja przekopali, zdewastowali i rozbili ostatnie, nieliczne ocalałe nagrobki przy ścianie kościoła, a także wyrzucili trumny fundatorów z krypty pod kościołem. Wezwany na miejsce dewastacji archeolog zabezpieczył jedynie nieliczne drobne przedmioty, w tym pas słucki, wyeksponowany następnie w lokalnym muzeum. Przeciwko dewastacji kościoła i cmentarza protestowali wierni odradzającej się wspólnoty katolickiej. Na bazie ocalonych i wykopanych nagrobków utworzono niewielkie lapidarium, eksponujące pomniki m.in.:
- wojskowego Faustusa Perotta (zm. 1882, napisy polskie),
- Matyldy i Ludwika Hruskich,
- Brygidy Ihlonikowej,
- Huberta Adamowicza,
- Hieronima Piotrowkiego,
- Kazimierza Bogdanowicza,
- Heleny Leszczyńskiej[1].

Wokół kościoła ustanowiono strefę ochrony zabytku obejmującą tereny dawnej nekropolii. Irina Rodziewicz z Politechniki Witebskiej, w ramach pracy dyplomowej, wykonała projekt zagospodarowania przestrzennego terenu cmentarza.